# خواکین روچا
خواکین روچا (انگلیسی: Joaquín Rocha؛ زادهٔ ۱۶ اوت ۱۹۴۴) بوکسور اهل مکزیک است.